# デーヴァ・ラーヤ2世
デーヴァ・ラーヤ2世（Deva Raya II, 生年不詳 - 1446年）は、南インドのヴィジャヤナガル王国、サンガマ朝の君主（在位：1422年 - 1446年）。プラウダ・デーヴァ・ラーヤ（Prauda Deva Raya）とも呼ばれる。

## 生涯

デーヴァ・ラーヤ2世時代のヴィジャヤナガル王国の版図

15世紀前半、祖父デーヴァ・ラーヤ1世の治世、バフマニー朝がフィールーズ・シャー・バフマニーのもと強大となり、南インドのヴィジャヤナガル王国を圧迫した。
1422年、父ブッカ3世と息子デーヴァ・ラーヤ2世が即位すると、軍制改革を推し進め、ヴィジャヤナガル王国の軍隊にムスリムを加えて、ヒンドゥー教徒の兵や将校に弓術を教えさせた。
ペルシア出身の歴史家フィリシュタによると、デーヴァ・ラーヤ2世は、8万の騎兵、20万の歩兵、弓術に優れた6万人のヒンドゥー兵を集めたという。これは、バフマニー軍が丈夫な馬を持ち、優れた弓兵の大部隊をもっていることにならったもので、またその対抗策であった。
この軍制改革により軍は強化され、ヴィジャヤナガル王国は逆に攻勢を強め、バフマニー朝の都グルバルガ付近まで進出した。そのため、1425年から1426年にかけて、バフマニー朝の王アフマド・シャー1世はその首都をグルバルガからビーダルへと遷都しなければならなかった。
しかし、1443年のライチュール地方への遠征で、バフマニー朝と3回の激戦を戦ったが両国共に大きな戦果を収められず、国境線はそのまま維持された。
デーヴァ・ラーヤ2世はムスリムに先の軍制改革で登用や国内でモスクの建設を許し、ムスリム王朝であるバフマニー朝とは和睦して婚姻関係や貢納で平和を保った。
ヴィジャヤナガル王国はヒンドゥー教徒とイスラーム教徒が共存できる宗教寛容な国となり、王は称号として「ヒンドゥーの王にしてスルターン」を名乗った。
さらに、デーヴァ・ラーヤ2世は西アジアとの対外交易も積極的に行い、イランなどからは使節も訪れている。ペルシア人旅行家、アブドゥル・ラッザークの残した当時の記録によると、
| 「 | 「ヴィジャヤナガル王は、東はオリッサ地方から、南はセイロン、西はマラバールにまで及ぶ版図と300の港をもち、それぞれがカリカットに匹敵するものだ。また、この土地の大部分はよく耕されていて、たいへん肥沃だ。この国の軍隊は110万人におよぶ。」 | 」 |

としている。少々誇張があるが、この地を訪れた旅行家たちが一致して述べているのは、ヴィジャヤナガル王国の国内は、都市でも農村でも人口が密集していたということである。
1446年、デーヴァ・ラーヤ2世が死亡し、息子のデーヴァ・ラーヤ3世が王位を継承すると、ヴィジャヤナガル王国の優勢は終わりを告げ、デカンのバフマニー朝とオリッサのガジャパティ朝がその領土に侵攻を開始した。

## 関連文献
- Dr. Suryanath U. Kamat, Concise history of Karnataka, MCC, Bangalore, 2001 (Reprinted 2002)